# Falcastro

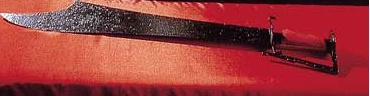
L'arma tradizionalmente ma erroneamente chiamata falcastro, del XII secolo d.C., che avrebbe colpito sul capo S. Pietro da Verona. È custodito in una cappella della chiesa e viene esposto nella ricorrenza del Calendimaggio per la festa del Santuario di San Pietro Martire a Seveso

Il falcastro (dal latino tardo falcastrum, derivato di falx, "falce") o falce a rovescio, utilizzato nell'antichità anche come falce (attrezzo agricolo), era un'arma montata su asta, dotata di punte laterali. Chiamata anche falce rovesciata per la simile forma, il suo principale scopo era l'armamento di particolari carri da guerra detti falcati. Nel medioevo è poi tornata in uso forse per la difesa delle brecce.

## Aspetto
Si trattava di un'asta munita all'estremità di un ferro simile alla falce dei contadini. Largamente usata dai romani, l'arma aveva la caratteristica di essere affilata sulla parte convessa invece che su quella concava o su entrambi i lati.